# 15th Anniversary All Singles Collection
『15th Anniversary All Singles Collection』（フィフティーンス・アニバーサリー・オール・シングルス・コレクション）は、平原綾香のベスト・アルバム。

## 解説
ベスト・アルバムとしては2013年の『10周年記念シングル・コレクション 〜Dear Jupiter〜』より約5年ぶりとなる。
平原綾香が歌手デビュー15周年を迎えた記念として発売されたベスト・アルバムとなり、2003年発売のデビュー・シングルから『Jupiter』から、2013年発売の31枚目『Shine -未来へかざす火のように-』までの全シングルを収録したものとなる。ただし、配信限定シングルとして発売されたシングルはこちらには収録されていない。

## 収録曲

### Disc.1
1. Jupiter
1stシングル
2. 明日
2ndシングル
3. 君といる時間の中で
3rdシングル
4. 虹の予感
4thシングル
5. BLESSING 祝福
5thシングル
6. Hello Again, JoJo
6thシングル
7. Eternally
8thシングル
8. 晩夏（ひとりの季節）
9thシングル
9. いのちの名前
9thシングル
10. 誓い
10thシングル
11. Voyagers
11thシングル
12. 心
11thシングル
13. CHRISTMAS LIST
12thシングル
14. 今、風の中で
13thシングル
15. 星つむぎの歌
14thシングル
16. 孤独の向こう
15thシングル
17. さよなら 私の夏
16thシングル

### Disc.2
1. ノクターン
17thシングル
2. カンパニュラの恋
17thシングル
3. 朱音 あかね
18thシングル
4. 新世界
19thシングル
5. ミオ・アモーレ
20thシングル
6. Ave Maria! 〜シューベルト〜
21stシングル
7. ケロパック
22ndシングル
8. 威風堂々
23rdシングル
9. JOYFUL, JOYFUL
23rdシングル
10. Greensleeves
24thシングル
11. 別れの曲
25thシングル
12. おひさま〜大切なあなたへ
26thシングル
13. My Road
27thシングル
14. NOT A LOVE SONG
28thシングル
15. スマイル スマイル
29thシングル
16. 翼
30thシングル
17. Shine -未来へかざす火のように-
31stシングル